# Eristalinus gymnops
Eristalinus gymnops är en tvåvingeart som först beskrevs av Mario Bezzi 1915.  Eristalinus gymnops ingår i släktet slamflugor, och familjen blomflugor.
Artens utbredningsområde är Kenya. Inga underarter finns listade i Catalogue of Life.